# We Bring an Arsenal
«We Bring an Arsenal»  es el segundo sencillo de Weapons, el quinto álbum de estudio de galeses de rock alternativo de la banda Lostprophets lanzado el 4 de junio de 2012. Se ha publicado para el rock de radio desde esta fecha en los Estados Unidos, pero el único aún no se ha lanzado oficialmente en el Reino Unido como de 5 de junio de 2012, pero va a suceder poco probable debido el arresto de Ian Watkins en 2013.

## Significado
El guitarrista Mike Lewis dijo lo siguiente a Purple Revolver el 8 de mayo de 2012.

 We Bring an Arsenal se trata de nosotros como banda, nuestra mentalidad pandillera. Siempre hemos tenido que, incluso antes de que nos formamos Lostprophets. Cuando estábamos compañeros creciendo, tuvimos que nosotros contra ellos, mentalidad de perdedor. Esa canción es acerca de eso - lo que lanzar en nosotros volveremos con más.

## Video musical
El video de "We Bring an Arsenal" fue lanzado el 21 de mayo de 2012.
El video muestra a la banda que lleva un grupo de lo que parece ser un motín por una ciudad, al igual que el guitarrista Mike Lewis ha descrito "nosotros contra ellos, mentalidad de perdedor". Con los miembros de la banda cantando junto a la canción, mientras lideraba mediante. Es la primera en presentar patinadores ya "Rooftops", en 2006. Al igual que el video anterior, "Bring 'Em Down", que no muestra a la banda tocando en el video.
El video fue grabado el 3 de mayo de 2012, en Londres. Lostprophets también ofreció fanes para estar en el vídeo.

## Posiciones
| Listas        | Posiciones |
| ------------- | ---------- |
| UK Rock Chart | 9          |

## Personal
Lostprophets
- Ian Watkins  - vocalista, dirección de arte
- Jamie Oliver - Piano, Teclado, muestras, coros
- Lee Gaze - guitarra
- Mike Lewis - guitarra rítmica
- Stuart Richardson - guitarra
- Luke Johnson - tambores, percusión